# ラジエーター

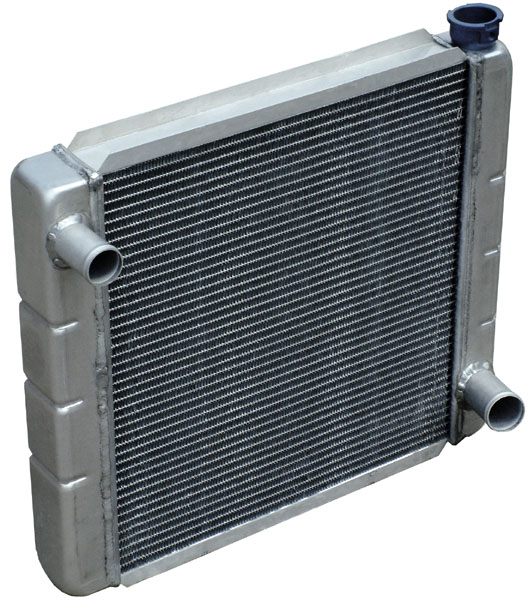
自動車のラジエーター
全金属製の横流れ式

ラジエーター（英: radiator）とは、液体や気体の放熱をする装置である。冷却水や潤滑油の冷却に用いられる場合や、温水や蒸気を熱源とした暖房に用いられる場合がある。ラジエータ、ラジエターとも。

## 概要
ラジエーターは熱交換器の一種であり、冷却対象の流体や熱源の流体を内部に流し、周囲の空気や水に熱伝導を利用して放熱する。したがって管を基本構造とし、限られた空間で表面積を大きく獲るために蛇行させたり、複数の細管に分岐させたり、管の外壁に放熱板を設けたりといった手段が用いられる。

## 冷却

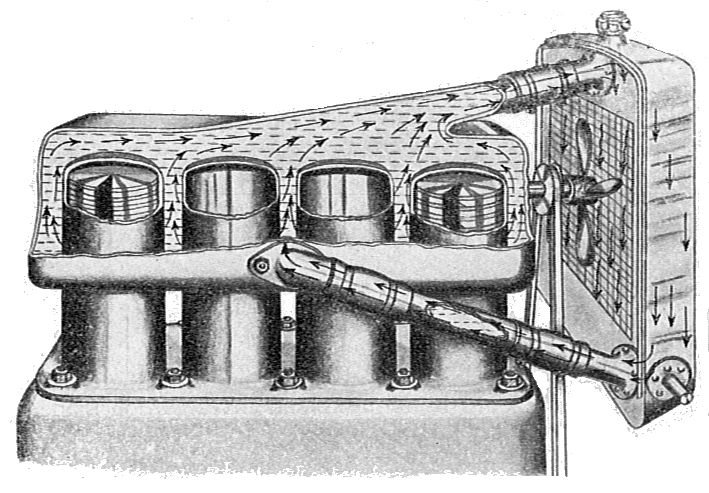
自動車の冷却系の例
ウォーターポンプを持たない対流式で、右側がラジエーター。

内燃機関やコンピュータ部品の集積回路を水冷（液冷）とした場合の冷却液を冷却するために用いられるほか、潤滑油や作動油といったオイルを冷却する用途、過給器付きの内燃機関では圧縮されて発熱した吸入空気を冷却する用途にラジエーターが用いられる。オイルを冷却する用途のものはオイルクーラー、過給された吸入空気を冷却するものはインタークーラーとして、区別して呼ばれる場合が多い（ただし、それぞれが水冷式である場合は冷却水をエンジン用と共用している場合もある）。

### 水冷エンジン用

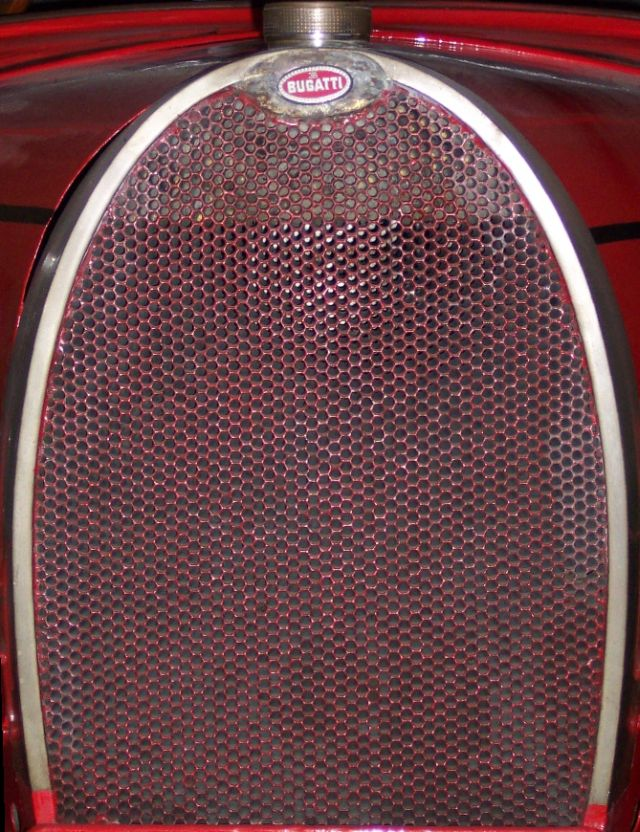
ブガッティ・タイプ40のハニカムコアラジエーター

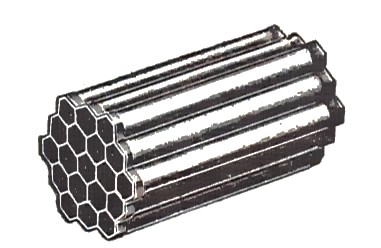
ハニカムコア

水冷エンジンにおいては冷却水の過熱を抑えるためにラジエーターが用いられる。エンジンのウォータージャケットとラジエーターは管で繋がれ、エンジンの熱を奪って高温となった冷却水は対流による自然循環(サーモサイフォン)あるいはウォーターポンプ(遠心式のクーラントポンプ)による強制循環によってラジエーターへ導かれる。ラジエーターを通過して温度の下がった冷却水は別の管を通じてエンジンへ戻される。冷却水の温度には最適な範囲があるため、経路にサーモスタット(ワックス式温度調節弁)によって切り替えられる温度調節弁を設け、水温が低い場合は冷却水をラジエーターへ流さずにバイパス経路でシリンダーブロックへ戻される。
ラジエーターはアルミニウム合金製などのフィン付きの細管を多数並べたコアと呼ばれる構造と細管の入り口と出口をまとめるタンクと呼ばれる構造からなる。タンクには給水用のキャップを持つものが多い。冷却水経路へのエア噛みを防ぐため、ラジエーター上部の取入口から冷却水を導入し、ラジエーター下部の排出口から冷却水を排出する経路を採るのが一般的である。また、多くの場合、ラジエーターの上端にラジエーターキャップを設けてエア抜きを容易にしているが、冷却水経路の設計上、ラジエーターキャップのみではエアの排出が困難な場合には、冷却水経路にエア抜き栓を別途設けることもある。冷却液の温度上昇により蒸気圧が大気圧を超えると沸騰するが、内燃機関の冷却水経路は圧力をかけて100℃を超えても沸騰しにくい構造とされている。しかし、圧力が高くなりすぎると破損に繋がるため、ラジエーターキャップにはプレッシャーバルブが組み込まれ、圧力が設定値以上になるとラジエーターサブタンクに冷却液を逃がすようになっている。冷却水が加熱された状態でラジエーターキャップを開くと冷却水が噴き出すのは圧力がかかっているためで、社外品のラジエーターキャップの中には噴き出し防止のために圧力解放ボタンを備えたものも存在する。
自動車などに搭載される場合はコアの方向によって、「ダウンフロー（縦流れ）方式」と「クロスフロー（横流れ）方式」に分類される。従来はダウンフロー方式が主流であったが、欧米を中心にクロスフロー方式が普及している。横長で、タンクを含めた外形寸法が同じ場合で比較すると、短辺にタンクが配置されるクロスフローの方がコア面積を大きく取れるため放熱性能上は有利であるが、ダウンフロー方式と比較すると水路断面積が小さくなるため通水抵抗は大きくなる。古くはドーナツ状のタンクの輪の内側に、金属の薄板をハチの巣状に張ったものが普及し、後に水管式(チューブラー式)へと進化していった。水管式は、チューブごとにフィンが独立していたが、さらにフィンの表面積を稼ぐため、隣り合ったチューブの両方に接するよう、ジグザグ状のフィンを設けたコルゲート式へと代わり、この時代が長く続いた。最近ではすべてのチューブをストレートフィンで繋ぐ、プレート式が登場している。

#### 材質
コアやタンクの材質には鉄製のほかに、銅や真鍮、アルミニウムが用いられる。近年は自動車用を中心に、アルミニウム製のコアと樹脂製タンクを組み合わせたものが主流となっている。この構造ではコアに多数設けられたツメ状の部分をかしめてタンクの縁を固定し、間には気密水密を保つようにOリングをはさんで留められる。

### コンピュータ用
CPUをはじめとする集積回路は、空冷式に用いられるヒートシンクの代わりに取り付けたウォーターブロックに冷却液を循環させて冷却する場合がある。このとき、集積回路から熱を奪った冷却液を冷却するために、ラジエーターによって冷却液の熱を空気中に発散させる。
近年では人間を模したロボットにも応用され、内部に血液のように冷却液を循環させて隙間から蒸気を逃がし冷却するものもある。

## 暖房

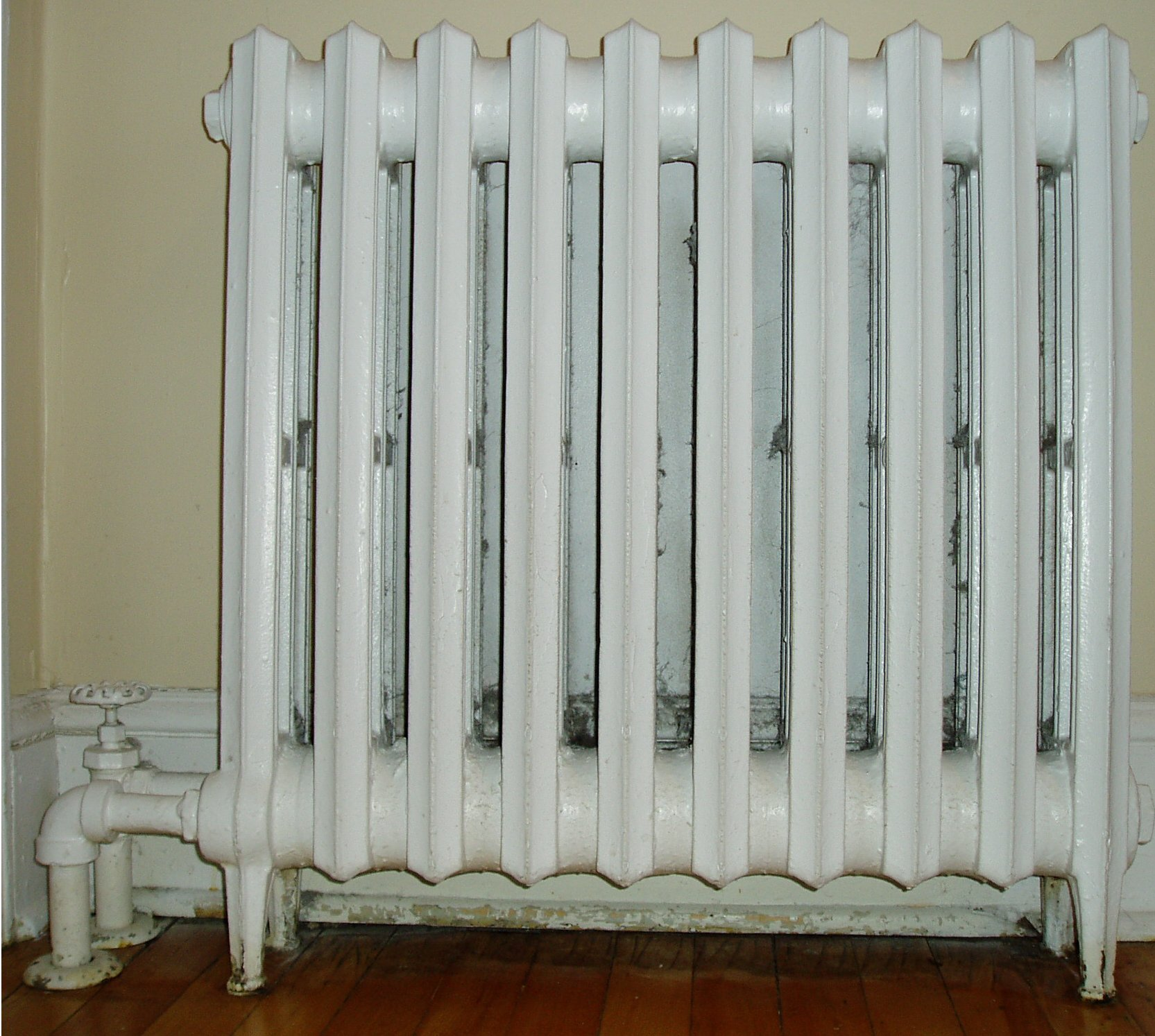
住宅や施設の居住空間用鋳鉄製スチーム暖房または温水暖房のラジエーター

ラジエーターは暖房装置としても用いられる場合があり、蒸気や温水の熱を利用して室内を温める。自動車などではエンジンで温められた冷却水を利用し、建物ではボイラーなどで加熱した蒸気や温水を利用する。熱源から供給される表面積を大きくとった形状で、コルゲートタイプとフィンタイプに大別される。ラジエーターは熱の大半を輻射および熱伝導によって放熱する。ラジエーター周辺の空気は暖められ、対流により室内の空気が循環するので、室内は暖められる。屋外の冷気を効果的に遮断するため、窓の直下に設置される。煙突の無い燃焼式の暖房にくらべ、室内空気の汚損が全く無い。欧米の集合住宅やホテルなどでは一般的な暖房装置であるが、日本ではガス会社などが販売しているものの、あまり普及していない。
暖房用ラジエーターは1855年、Franz San Galliによって発明された。彼はセントラルヒーティングシステムを初めて生産し、ドイツおよびアメリカでこの発明の特許を取得した。
旧来の暖房用ラジエーターは鋳鉄製の物が多く、日本でも戦前の洋風建築や北海道の一般住宅、官公署、学校施設など数多く存在する（例: 東京都庭園美術館 - 旧朝香宮邸）。時代が下るに連れ、より効率が良く小型化が可能な、銅パイプとアルミニウム合金製フィンの組み合わせが主流となった。
居間、教室、事務室などの居室に設置されるもののほか、浴室やトイレに設置されるものもある。これらの中には、タオルをかけて乾燥させるための装置としての役割を兼ねるものもある（タオルウォーマー）。

### 蒸気式ラジエーター

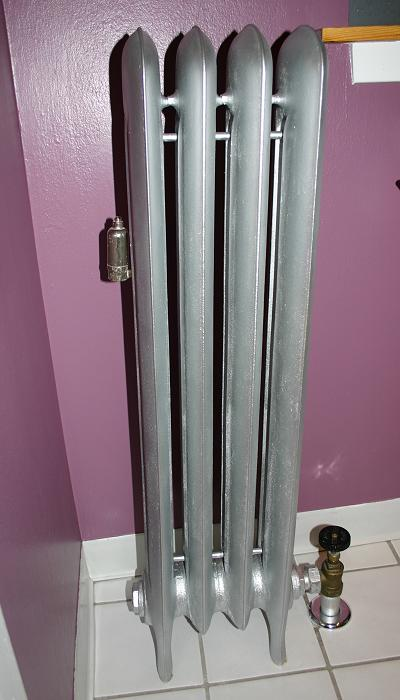
単パイプ蒸気式ラジエーター、バスルームなど小部屋用

水蒸気を循環させて、室内に設置されたラジエーターで水蒸気の熱を利用して暖房する方式で、蒸気暖房やスチーム暖房と呼ばれる。蒸気は圧力でパイプ内を流れるため、温水式のようにポンプを必要とせず、高層の建物で利用するのが容易である。一方で、温水より高温の蒸気を利用することから外気との温度差が大きく、熱散逸が起こりやすい。
日本ではスチーム暖房として、古くは日光金谷ホテルで1914年（大正3年）に一部の客室に採用され、1923年（大正12年）には全館採用された。同じく1914年に鉄道院直営であった奈良ホテルでも全館暖房用として約1年をかけて順次導入されている。その後次第に学校、病院、役所、刑務所など多くの人が集まる施設に広く採用され、昭和年代後期頃まで使われた。同潤会アパートの中の「江戸川アパートメント」などにも設置されていた。北海道では現在でも使用されている。
蒸気式ラジエーターは、凝縮水が適切に排水されなければ水撃作用あるいはスチームハンマーと呼ばれる騒音を発しやすい。パイプやラジエーターのどこかをハンマーで叩いたような金属音で、音の大小や発生周期は設備の状態に依存する。パイプやラジエーターが設置当初の位置から傾いたり、昼夜の寒暖などより凝縮水がパイプやラジエーターの中で滞留すると発生する。滞留した水に蒸気が触れると、蒸気が急速に冷却されて凝縮する。これによって管内の圧力が急低下して高速で水が流動し、その勢いでパイプやラジエーターに衝撃を与えている音である。

### 温水ラジエーター

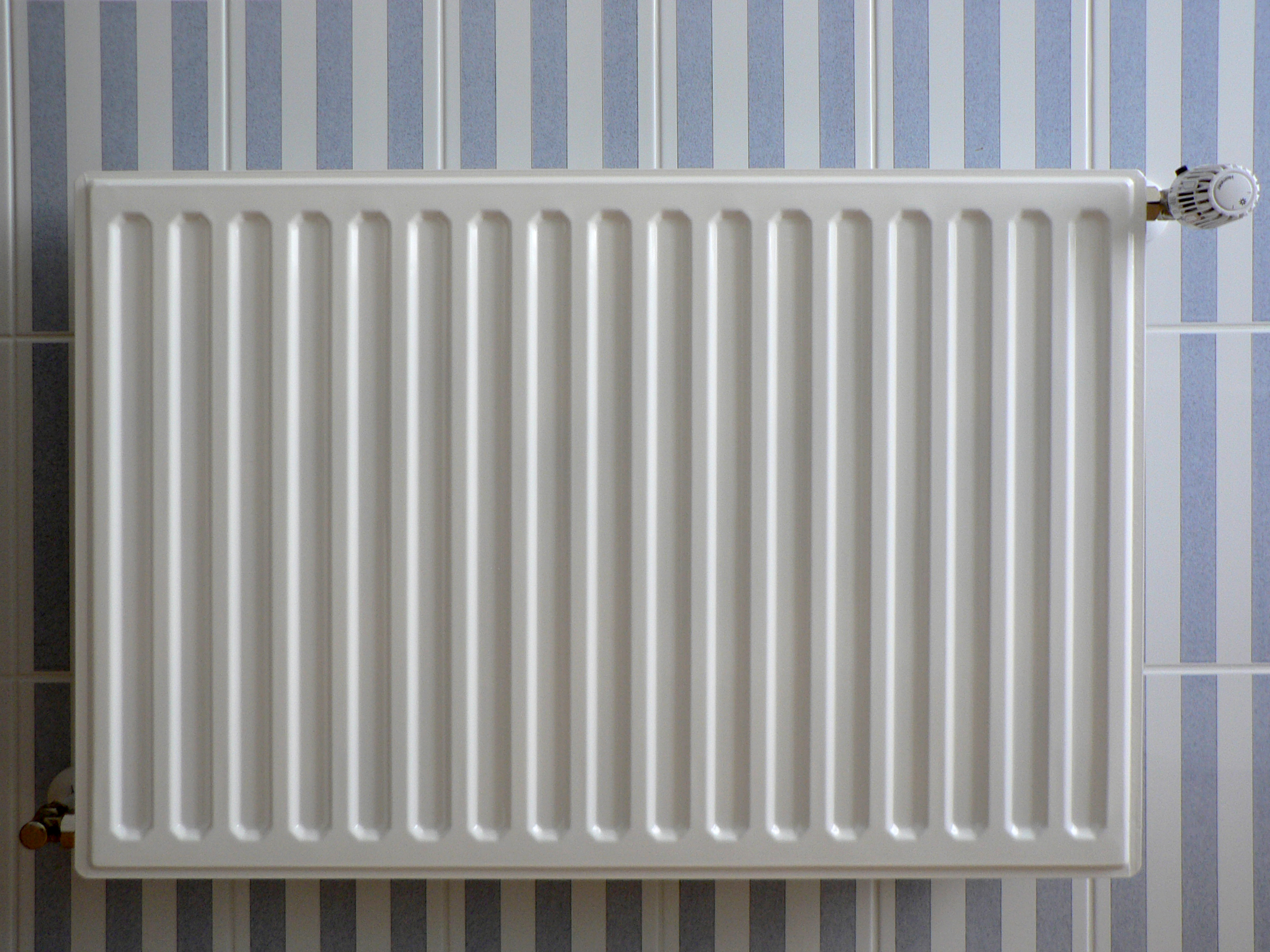
パネルヒーターの例

温水ラジエーターは、蒸気式同様の鋳鉄製の密封容器を連ねたものか、コルゲーション（波形のプレス加工）が施されたパネル状で、温水は一方の端から供給され、対流または建物内の他の場所に設置されたポンプによりラジエーターの最上部まで上る。熱を放出して冷却された温水はラジエーターの最下部へ下がり、他端のパイプから排出される。
水冷エンジンを搭載した自動車などでは、銅、黄銅、アルミ合金などの偏平な水管と薄いフィンを交互に多数並べたヒーターコア（熱交換器）と、温風を室内へ送り出すためのファンを組み合わせて広く採用されている方式である（カーヒーターを参照）。建物用でもファンを加えたラジエーターが用いられるようになり、日本ではファンコンベクターと呼ばれている。この方式の長所は、小型であること、室内を均一に暖房することができることである。短所は、ファンにより騒音が発生すること、電気の供給が必要なことである。